# Parandrianellus
Parandrianellus is een geslacht van eenoogkreeftjes uit de familie van de Anchimolgidae. De wetenschappelijke naam van het geslacht is voor het eerst geldig gepubliceerd in 1991 door Humes.

## Soorten
- Parandrianellus annulatus Humes, 1991